# Digimon World Dawn et Dusk
Digimon World Dawn et Digimon World Dusk (Digimon Story Sunburst et Moonlight au Japon) sont deux jeux vidéo de rôle, développés et distribués en 2007 par Namco Bandai sur console portable Nintendo DS.

## Système de jeu
Un énorme séisme causé par un étrange virus frappe les deux districts, endommageant les accès au digimonde, et régressant mystérieusement les digimon sous la forme de digi-œufs.
Comme dans Digimon World DS, Dawn et Dusk introduisent de nombreux nouveaux digimon dérivés de la franchise. Chicchimon est un nouveau digimon volatile. Grimmon, ChaosGrimmon et EXO-Grimmon font également leur première apparition dans le jeu en tant que principaux antagonistes de la série. Grimmon semble avoir une connexion avec Chronomon, un boss du premier jeu. Dawn et Dusk intronisent également des Digimons de la saison Digimon Data Squad, tels que ShineGreymon, et MirageGaogamon, après avoir été oublié dans le premier jeu.  DotShineGreymon et DotMirageGaogamon font leurs débuts, avec DotAgumon, et DotFalcomon, et incluent un bon nombre d'autres nouvelles digivolutions.

## Développement
Les titres anglophones sont confirmés le 16 mai 2007. Le premier jeu, Dawn est présenté lors de l'Electronic Entertainment Expo (E3) en 2007,.

## Accueil
Dawn et Dusk sont bien accueillis par l'ensemble de la presse spécialisée. Sur Metacritic, ils totalisent une moyenne générale de 68 % et 67 %, respectivement. IGN lui attribue une note de 7 sur 10 avec en verdict : « Ce n'est pas nécessaire de dire aux fans de Digimon d'acheter ce jeu. Les joueurs qui connaissent la série n'ont aucune excuse pour ne pas l'acheter, et ils ne seront pas déçus avec celui-là. Cependant, on dirait plus une suite plutôt qu'un jeu complet. Il y a plein de digimon à collectionner, c'est juste dommage que les joueurs soient obligés de remplir des missions pour y parvenir. Les combats sont solides, et le multijoueur est amusant. Pour les fans de RPG qui attendent un nouveau jeu, essayez d'acheter le premier jeu Digimon World sur DS et vous serez à l'aise avec Dawn/Dusk. »